# Stahlhammer (Harzgerode)

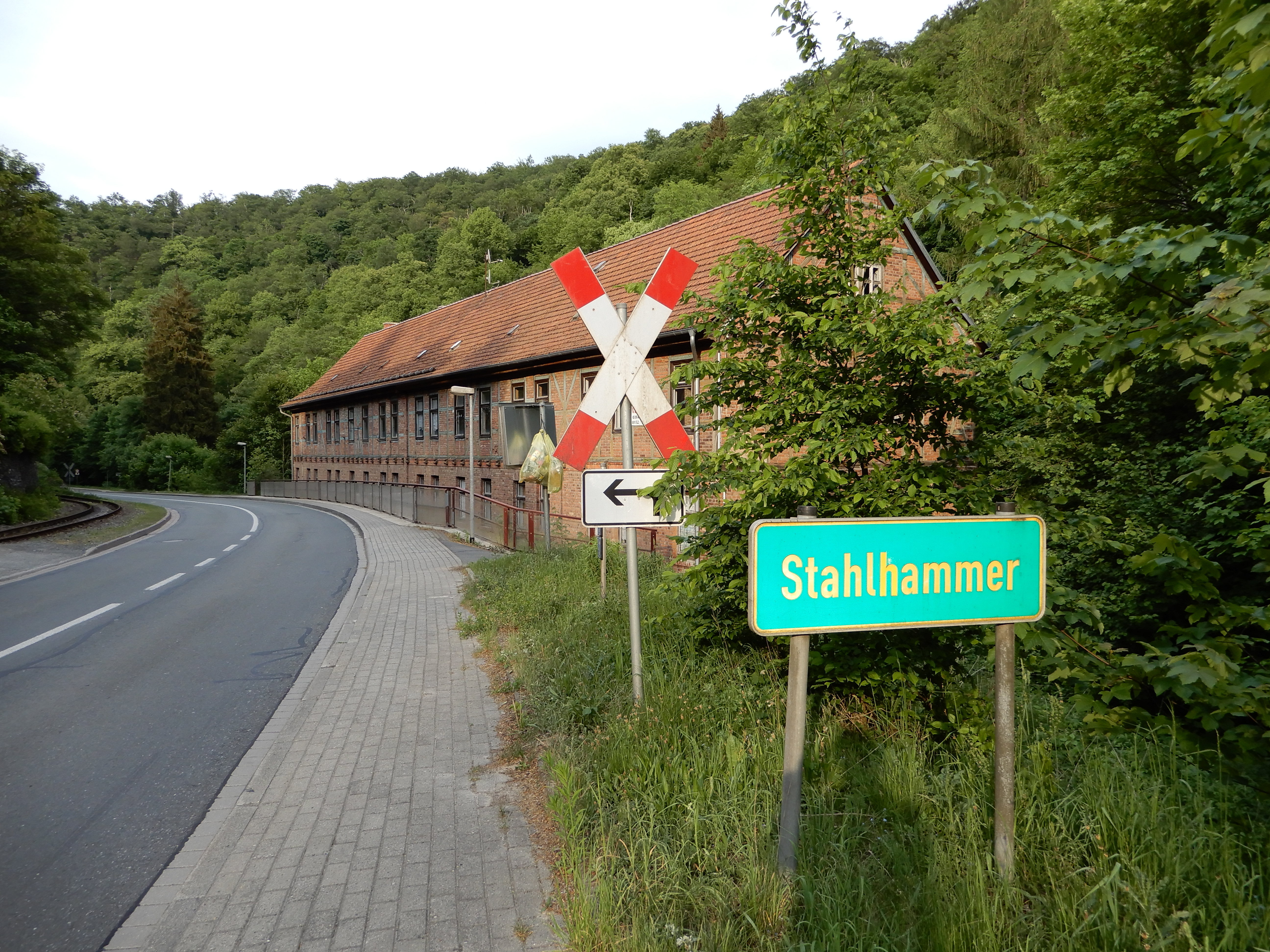
Stahlhammer, Mehrfamilienhaus aus der Zeit um 1902 und Ortseingangsschild

Stahlhammer ist ein Ortsteil von Mägdesprung, das seinerseits als Ortsteil zur Stadt Harzgerode im sachsen-anhaltischen Landkreis Harz gehört.

## Lage
Stahlhammer liegt im schmalen Selketal im Harz am linken Ufer der Selke und besteht aus nur wenigen Gebäuden. Durch den Ort verläuft die Selketalbahn, die im etwas weiter westlich gelegenen kleinen Ort Drahtzug einen Bedarfshalt unterhält. Darüber hinaus verläuft auch die Bundesstraße 185 vom nördlich gelegenen Mägdesprung nach Süden in Richtung Alexisbad durch Stahlhammer. Nordöstlich über Stahlhammer befindet sich die Freundschaftsklippe.

## Geschichte
1787 wurde hier ein Stahlhammer als Blankschmiede angelegt, der die Wasserkraft der Selke nutzte. Es bestanden zwei Wasserräder, die den Ablaufgraben des Drahtzuges als Obergraben nutzten. Hergestellt wurden Äxte, Sensen und Pflugscharen. Später diente die Schmiede als Kettenschmiede und Feilenhauerei, bis 1896 der Betrieb eingestellt wurde. 1902 wurde der Stahlhammer abgerissen.
Am nordwestlichen Hang des Tals ist als ältere Bebauung ein eingeschossiges, mit vier Eingängen versehenes Reihenhaus aus der Zeit um 1800 erhalten. Vor dem Gebäude befindet sich eine Treppenanlage, rückseitig stehen Schuppen. In der Zeit um das Jahr 1902 entstand auf der gegenüberliegenden Seite ein langgestrecktes, zweigeschossiges Mehrfamilienhaus. Es ist in Fachwerkbauweise errichtet und mit einem Satteldach bedeckt. Die Gefache sind ausgemauert. Auf der Rückseite des Hauses steht ein Wirtschaftsbau mit Toilettenanlage.
Die Ortschaft ist im örtlichen Denkmalverzeichnis als Arbeiterhaus eingetragen. Im Ort befindet sich eine Dennert-Tanne, auf der die Geschichte des Stahlhammers erläutert wird.
Im Ort bestehen Ferienwohnungen.